# En direct sur Ed TV
Pour les articles homonymes, voir EDTV.
Pour plus de détails, voir Fiche technique et Distribution.
En direct sur Ed TV (EDtv) est un film américain réalisé par Ron Howard et sorti en 1999. Il s'agit d'un remake du film franco-québécois Louis 19, le roi des ondes (1994) de Michel Poulette.
Le film reçoit des critiques mitigées à positives, certains critiquant sa similitude avec The Truman Show (1998). C'est par ailleurs un échec au box-office, rapportant 35,2 millions de dollars contre un budget de production de 80 millions de dollars.

## Synopsis
Edward "Ed" Pekurny travaille dans un vidéo-club à San Francisco. Il est secrètement amoureux de la petite amie de son frère aîné Ray. Sa vie bascule lorsqu'une productrice de télévision le choisit pour être le personnage réel au centre d'une chaîne de télé-réalité permanente, EDtv. Ed se retrouve alors suivi 24 heures sur 24 par une équipe de télévision retransmettant en direct ses moindres mouvements, y compris sa vie la plus privée. Les choses se compliquent lorsque Shari, la petite amie de Ray, le quitte pour Ed.

## Fiche technique
Sauf indication contraire, les informations mentionnées dans cette section peuvent être confirmées par les bases de données cinématographiques IMDb et Allociné,  présentes dans la section « Liens externes ».
- Titre français : En direct sur Ed TV (cinéma) ou En direct sur EDtv (vidéo)
- Titre original : EDtv
- Réalisation : Ron Howard
- Scénario : Lowell Ganz et Babaloo Mandel, d'après le scénario de Louis 19, le roi des ondes écrit par Émile Gaudreault et Sylvie Bouchard
- Musique : Randy Edelman
- Photographie : John Schwartzman
- Montage : Daniel P. Hanley et Mike Hill
- Décors : Michael Corenblith
- Costumes : Rita Ryack
- Direction artistique : Dan Webster
- Production : Jeffrey T. Barabe, Brian Grazer, Ron Howard
  - Producteurs délégués : Todd Hallowell, Michel Roy, Richard Sadler
  - Producteurs associés : Aldric La'auli Porter, Louisa Velis
- Sociétés de production : Imagine Entertainment et Universal Pictures
- Distribution : Universal Pictures (États-Unis), United International Pictures (France)
- Budget : 80 millions de dollars[1]
- Pays de production :  États-Unis
- Langue originale : anglais
- Genre : comédie
- Durée : 122 minutes
- Dates de sortie[2] :
  - États-Unis : 26 mars 1999
  - France : 20 mai 1999 (festival de Cannes - hors compétition[3])
  - France et Belgique : 16 juin 1999

## Distribution
- Matthew McConaughey (VF : Bruno Choël) : Edward "Ed" Pekurny
- Jenna Elfman (VF : Brigitte Aubry) : Shari
- Woody Harrelson (VF : Gérard Darier) : Raymond "Ray" Pekurny
- Martin Landau (VF : Robert Party) : Al
- Elizabeth Hurley (VF : Claudine Ancelot) : Jill
- Ellen DeGeneres (VF : Annie Balestra) : Cynthia
- Rob Reiner (VF : Henri Poirier) : M. Whitaker
- Dennis Hopper (VF : Georges Claisse) : Henry "Hank" Pekurny
- Sally Kirkland : Jeanette
- Clint Howard (VF : Vincent Ropion) : Ken
- Adam Goldberg : John
- Merrin Dungey : Mme Seaver
- Ian Gomez : McIlvaine
- Christian Kane : P. A.
- James Ritz (VF : Sylvain Lemarié) : Tad
- Gedde Watanabe : Greg
- RuPaul : lui-même
- Harry Shearer : le modérateur
- Azura Skye : l'adolescente interrogée
- Michael Moore : lui-même
- Jay Leno (VF : José Luccioni) : lui-même
- Bill Maher : lui-même
- Stroke 9 : eux-mêmes

## Production

### Développement
EDtv est une adaptation du film québécois Louis 19, le roi des ondes, sorti en 1994. Brian Grazer, qui a produit quasiment tous les films de Ron Howard, a été lui aussi séduit par ce scénario : « Ce film parle des vertus aphrodisiaques de la célébrité et des miracles qu'on en attend. Je ne suis pas très connu - un producteur l'est rarement -, mais j'ai parmi mes amis de nombreuses vedettes, et j'ai vu à quel point la gloire avait changé, et parfois gâché, leur vie. Je suis également conscient que nous cherchons tous à être reconnus. C'est un phénomène fascinant... et incroyablement drôle. » Lowell Ganz et Babaloo Mandel se chargent d'adapter le scénario du film québécois. Ils avaient déjà écrits plusieurs films précédents de Ron Howard : Splash, Les Croque-morts en folie, Gung Ho, du saké dans le moteur et Portrait craché d'une famille modèle.

### Attribution des rôles
Jennifer Aniston a été envisagée pour le rôle de Cynthia Topping. Tom Berenger devait initialement incarner Henry "Hank" Pekurny mais en raison d'un conflit d'emploi du temps, il est remplacé par Dennis Hopper.
Clint Howard, frère de Ron, incarne ici Ken. Il est déjà apparu dans plusieurs films de son frère, depuis Lâchez les bolides en 1977.

### Tournage
Le tournage a eu lieu de mars 1998 à juillet 1998 en Californie (San Francisco et San José) et en Floride (Monument national de Castillo de San Marcos, Saint Augustine, etc.).

### Bande originale
La musique du film est composée par Randy Edelman. L'album de la bande originale édité par Reprise Records comprend les chansons présentes dans le film, dont Real Life de Bon Jovi, enregistrée spécialement pour le film.
| No  | Titre                                   | Interprètes      | Durée |
| --- | --------------------------------------- | ---------------- | ----- |
| 1.  | Real Life                               | Bon Jovi         | 3:47  |
| 2.  | Thank You (Falettinme Be Mice Elf Agin) | Barry White      | 4:38  |
| 3.  | Call and Answer                         | Barenaked Ladies | 4:07  |
| 4.  | Como Ves                                | Ozomatli         | 3:58  |
| 5.  | Here I Am (Come and Take Me)            | Al Green         | 4:13  |
| 6.  | Holly Holy                              | UB40             | 3:36  |
| 7.  | Careful What You Wish For               | Meredith Brooks  | 4:27  |
| 8.  | Turnin' Pages                           | Peter Wolf       | 3:39  |
| 9.  | Sleep on the Left Side                  | Cornershop       | 4:06  |
| 10. | These Arms of Mine                      | Otis Redding     | 2:31  |
| 11. | Dirty Water                             | The Inmates      | 3:02  |
| 12. | Been Hurt                               | Muzzle           | 3:01  |
| 13. | Have You Ever                           | Joe Tex          | 3:05  |
| 14. | That's Life                             | James Brown      | 5:17  |
| 15. | Streetwalkin' Ed                        | Randy Edelman    | 3:27  |

## Accueil

### Box-office
Le film rencontre un échec commercial. Il n'enregistre que 22 431 897 $ de recettes aux États-Unis et 12 811 000 $ à l'international, pour un cumul mondial à 35 242 897 $, pour un budget de production de 80 000 000 $. En France, il totalise 330 688 entrées.